# 30 г. пр.н.е.
30 (тридесетта) година преди новата ера (пр.н.е.) е обикновена година, започваща в сряда, четвъртък или петък, или високосна година, започваща в четвъртък по юлианския календар.

## Събития

### В Римската република
- Консули на Римската република са Гай Юлий Цезар Октавиан (за IV път) и Марк Лициний Крас. Суфектконсули стават Гай Антисций Вет, Марк Тулий Цицерон Младши и Луций Сений.
- Марк Агрипа и Гай Цилний Меценат управляват в Рим като заместници на Октавиан.[1]
- Пролет – Октавиан прехвърля армията си през Дарданелите и прекосява Мала Азия, за да достигне Сирия.
- Гай Корнелий Гал прави десант и окупира Паретониум, в отговор на което Марк Антоний атакува градските стени и блокира пристанището, но е принуден да се оттегли.[2]
- Юли – Пелузий е предаден на Октавиан без съпротива.[3]
- 31 юли – Антоний постига временна победа над врага си пред Александрия.[3]
- 1 август – остатъците от армията на Антоний дезертират, Октавиан превзема Александрия, Антоний се самоубива.[1][3]
- 8 август – Октавиан преговаря с Клеопатра.[2]
- 10 август – Клеопатра се самоубива, а Египет е анексиран.[1][4] Гай Корнелий Гал е назначен за първи префект на новата провинция.
- Цезарион и най-възрастният син на Антоний са заловени и убити.[2]
- 23 август – Октавиан основава град Никополис в Египет, за да ознаменува победата си.[1]
- Публикувани са „Еподи“ на Хораций.

## Родени
- Марбод, вожд на маркоманите (умрял 37 г.)

## Починали
- 1 август – Марк Антоний, римски военачалник и консул (роден 83 г. пр.н.е.)
- 10 август – Клеопатра VII, последен владетел на Птолемеев Египет (родена 69 г. пр.н.е.)
- 23 август:
  - Цезарион – последен фараон на Египет, син на Клеопатра и Юлий Цезар (роден 47 г. пр.н.е.)
  - Марк Антоний Антил – син на Марк Антоний (роден 47 г. пр.н.е.)
- Хиркан II, първосвещеник и етнатх на Юдея (до 40 г. пр.н.е.)
- Гай Касий Парменсис,[3] римски политик и един от участниците в заговора за убийството на Цезар, поддръжник на Антоний (ок. 74 г. пр.н.е.)
- Публий Канидий Крас,[3] римски военачалник и поддръжник на Антоний